# کوبایاشی ۳۵۰۰
سیارک ۳۵۰۰ (به انگلیسی: 3500 Kobayashi، نامگذاری:A919SD) سه هزار و پانصدمین سیارک کشف شده‌است که در ۱۸ سپتامبر ۱۹۱۹ و در هایدلبرگ کشف شد.
قدر مطلق سیارک برابر ۱۲٫۷۰ است.